# Лизнівка
Ли́знівка — річка в Україні, ліва притока Смолки (басейн Случі). Тече по території Шепетівського району Хмельницької області та по межі з Житомирською областю. 
Довжина річки 18 км. Річка бере початок на південний захід від села Червоний Цвіт, протікає на північний схід та схід (у пригирловій частині). У середній течії протікає поблизу Городнявки, а в нижній — Дубіївки. Також в нижній течії річку перетинають автодорога та залізниця Шепетівка — Звягель. В селі Городнявка збудовано ставок. 
У геоморфологічному відношенні басейн Лизнівки розташований в межах Славутського піщаного району. У цій місцевості багато боліт і лук, ймовірно тому ця територія мало заселена, а орні землі мають невеликі площі. 
Лівий берег Лизнівки вкритий великими лісовими масивами, правий має відкриті ландшафти, а верхів'я та певна частина середньої течії також покриті лісами. Тут поширені сосна звичайна, дуб звичайний, береза бородавчаста та ялина європейська. 
У живленні Лизнівки беруть участь дощові, підземні та снігові води. Найбільша частка припадає на дощові води, але і підземне живлення тут становить більше 30% річного стоку. 
Долина і заплава річки широкі, на окремих підвищеннях розкинулись суходільні луки. 
У водах Лизнівки мешкає до 26 видів риб (карасі срібний і золотий, плітка, пічкур, в'юн, короп, окунь, верховодка, линок, сазан тощо). 
Серед земноводних дуже чисельними є жаби озерна, ставкова, гостроморда і трав'яна, кумка червоночерева і ропуха сіра. Трапляються тритони звичайний і гребінчастий. Зустрічаються вужі звичайний і водяний, ящірки живородна і прудка, черепаха болотяна, веретільниця, а також гадюка звичайна. 
Серед ссавців велику активність проявляють ондатра, видра річкова, бобер, полівка водяна, свиня дика, лисиця, єнот уссурійський, вовк, сарна та лось.

Вказівник